# Les Marins de l'Orgueilleux
Pour plus de détails, voir Fiche technique et Distribution.
Les Marins de l'Orgueilleux (Down to the Sea in Ships) est un film américain d'aventure maritime, réalisé par Henry Hathaway, sorti en 1949.

## Synopsis
Le capitaine Joy prend la mer pour apprendre le métier de baleinier à son petit-fils. L'enfant est confié au second, Lunceford, qui lui apprend les rudiments. Une profonde amitié les unit. Lorsque le grand-père sent ses forces le quitter, il confie le bateau à Lunceford et, avant de mourir, lui demande de s'occuper de son petit-fils.

## Fiche technique
- Titre original : Down to the Sea in Ships
- Titre français : Les Marins de l'Orgueilleux
- Réalisation : Henry Hathaway
- Scénario : Sy Bartlett, John Lee Mahin
- Photographie : Joseph MacDonald
- Musique : Alfred Newman
- Montage : Dorothy Spencer
- Costumes : Charles Le Maire
- Producteur : F. E. Johnston
- Genre : film d'aventure
- Durée : 120 minutes
- Date de sortie : 
  - États-Unis : 15 février 1949 première mondiale à New Bedford (Massachusetts)
- Affiches : Boris Grinsson, Roger Soubie (France)

## Distribution
- Richard Widmark : Dan Lunceford
- Lionel Barrymore : capitaine Bering Joy
- Dean Stockwell : Jed Joy
- Cecil Kellaway : Slush Tubbs
- Gene Lockhart : Andrew L. Bush
- Berry Kroeger : Manchester
- John McIntire : Thatch
- Harry Morgan : Britton
- Harry Davenport : Benjamin Harris
- Paul Harvey : Capitaine John Briggs
- Jay C. Flippen : Luke Sewell

Et, parmi les acteurs non crédités :
- Dorothy Adams : Mlle Hopkins
- Arthur Hohl : Blair
- Fuzzy Knight : Lern Sykes